# Sknerus McKwacz
Sknerus McKwacz (ang. Scrooge McDuck) – fikcyjna postać ze świata Disneya, stworzona przez Carla Barksa. Po raz pierwszy pojawił się w komiksie Wielka niedźwiedzica (debiut filmowy miał miejsce w 1967, w filmie Sknerus McKwacz i pieniądze). Postać wyglądająca podobnie do Sknerusa wystąpiła też w filmie „The Spirit of '43” z 1942 roku.
Oryginalne imię Sknerus ma po Ebenezerze Scrooge’u – skąpcu z Opowieści wigilijnej Charlesa Dickensa. Pierwowzorem postaci może być (choć nie zostało to potwierdzone przez Barksa) Andrew Carnegie, Amerykanin szkockiego pochodzenia, w swoich czasach jeden z najbogatszych ludzi na świecie.

## Życie i czasy Sknerusa McKwacza
Komiks autorstwa Dona Rosy, składający się z dwunastu głównych (wydanych w latach 1992–1994) i pięciu dodatkowych rozdziałów (wydanych później). Opowiada przygody Sknerusa McKwacza zdobywającego fortunę. Jest uznawany za swego rodzaju biografię Sknerusa; na niej opiera się większość dotyczących McKwacza informacji.

## Historia (według Dona Rosy)

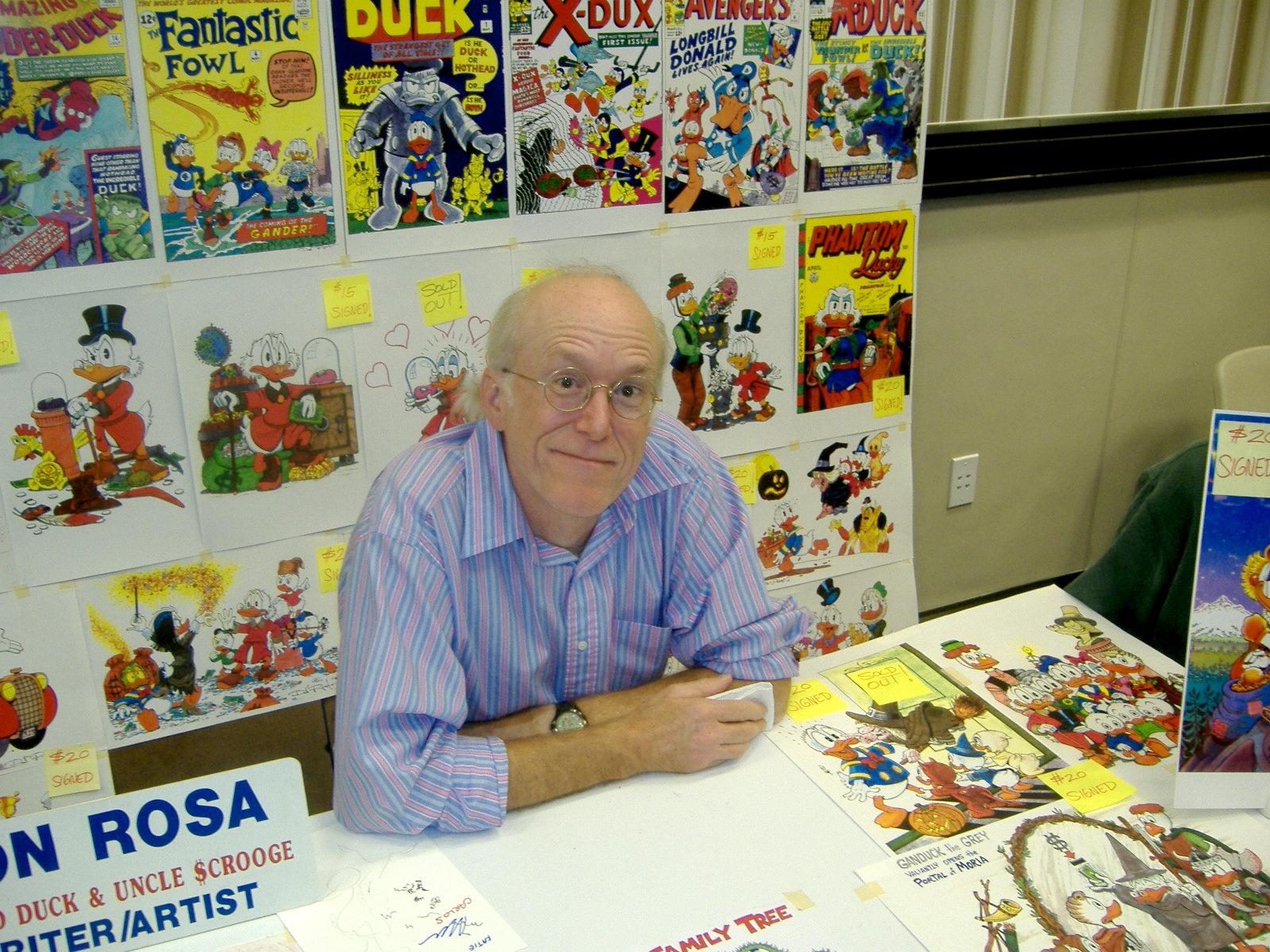
Don Rosa wśród komiksów ze Sknerusem (2009)

Sknerus McKwacz urodził się w 1867 w Glasgow w Szkocji, w zubożałej, choć niegdyś potężnej rodzinie McKwaczów. Mieszkał tam wraz z ojcem Fergusem, matką Kaczencją z domu O’Drake, stryjem Nerwusem i młodszymi siostrami – Matyldą i Hortensją.
Kiedy miał 10 lat, ojciec po raz pierwszy pokazał mu zamek McKwaczów (położony na Ponurych Wzgórzach) i opowiedział historię klanu. Wkrótce potem Fergus podarował Sknerusowi zestaw do czyszczenia butów i „załatwił” klienta. Pierwszy zarobek Sknerusa – amerykańska dziesięciocentówka – sprawił, że ten obiecał sobie pracować ciężko i uczciwie.
W wieku 13 lat Sknerus opuścił Szkocję i popłynął do Ameryki, by tam spotkać się ze swoim stryjem, Angusem, i pracować na jego statku. Tam po raz pierwszy spotkał swoich późniejszych największych wrogów – Braci Be.
W 1882 McKwacz, utraciwszy sprzedany mu przez stryja statek, postanowił zostać kowbojem. Dzięki przypadkowi spotkał się z rodakiem, ranczerem Murdo McKenzie, który powierzył mu swoje stada bydła. Sknerus przepracował u niego 2 lata.
W 1884 Sknerus nareszcie się wzbogacił, dzięki pomocy Howarda Kwakerfellera objął w posiadanie wartą duże pieniądze kopalnię miedzi. Niestety, list z domu pokrzyżował mu plany, McKwacz zmuszony był sprzedać swoją własność i wracać do Szkocji, gdzie, jak się okazało, miał uratować zamek McKwaczów przed zakusami wrogów rodu, Wiskerwillami.
W 1887 Sknerus powędrował na południe Afryki, by tam szukać złota. W podróży natknął się na Bura Granita Forsanta, drobnego oszusta, który wykorzystał jego zaufanie, i okradł go. McKwacz zdołał odzyskać swoje rzeczy, ale stracił zaufanie do ludzi i nie odnalazł wymarzonego złota. Na kilka lat powrócił do Ameryki, gdzie spotkał się z bohaterami Wild West Show Buffalo Bill oraz swoim stryjem Angusem.
W 1896 kolejne wieści o odkryciu złota, tym razem w Kalgoorie, pchnęły Sknerusa do Australii. Tam miał okazję spotkać Aborygena Jabiru Kapirigi, który zaznajomił go z wierzeniami swojego ludu. Dzięki nim McKwacz zdecydował, że jego następnym celem będzie Jukon.
Udał się tam w momencie, gdy rozpoczęła się gorączka złota. Dzięki pożyczonym od Śliskiego Kręta pieniądzom zdołał kupić sprzęt i ruszył do Klondike. Mimo sporej konkurencji, zdołał odnaleźć miejsce, gdzie mógł spokojnie szukać kruszcu, Dolinę Białej Śmierci. Po jakimś czasie udało mu się odnaleźć duży samorodek, który ochrzcił mianem Gęsiego Jaja. Zabrał je do Dawson City, gdzie zostało mu skradzione przez Złotkę O’Gilt, właścicielkę miejscowego salonu blackjacka. Sknerus odzyskał swoją własność, zabierając jednocześnie Złotkę na miesiąc na swoją działkę, by poznała smak ciężkiej pracy. W międzyczasie otrzymał z domu list, informujący go o śmierci matki.
Kiedy Sknerus zarobił pierwszy milion dolarów, otworzył bank w Whitehorse, pożyczający pieniądze innym poszukiwaczom złota. W 1902 zdecydował się na powrót do domu, gdzie zaproponował ojcu i siostrom przeniesienie się do Kaczogrodu w stanie Kalisota, w USA. Umierający Fergus McKwacz odmówił przeprowadzki, ale zgodził się, by Matylda i Hortensja wyjechały razem ze Sknerusem.
Teren należący do Sknerusa okazał się być zajętym przez Młodych Skautów. Kiedy McKwacz wyrzucił stamtąd chłopców, ci powiadomili o wszystkim władze USA. Ówczesny prezydent, Teodor Roosevelt, osobiście stanął na czele Pierwszego Ochotniczego Oddziału Kawalerii, który miał przegonić McKwacza. Okazało się jednak, że Sknerus zna Roosevelta jeszcze z czasów, gdy obaj wędrowali po Montanie. McKwacz, nie niepokojony przez nikogo, mógł się zająć budową swojego skarbca.
Wkrótce potem Sknerus wyruszył do Panamy, gdzie ponownie spotkał się z prezydentem Rooseveltem, nadzorującym prace nad powstającym właśnie Kanałem Panamskim. McKwacz zabrał tam ze sobą także swoje siostry.
W 1903 Sknerus, po powrocie z Południowej Afryki, zastał w skarbcu spore zmiany: armię urzędników, Kaczora Kwaczymona jako zarządcę biura i pannę Stempel jako sekretarkę. Na wyraźną prośbę swoich sióstr, zabrał je na kolejną wyprawę – do Afryki. Hortensja i Matylda, zobaczywszy, w jaki sposób Sknerus rozprawił się z wioską Fula Zuli, który odmówił mu sprzedaży ziemi, opuściły brata i wróciły do Kaczogrodu. McKwacz usiłował dogonić siostry, ale na drodze najpierw stanął mu zombie nasłany przez Fula Zulę, a później wizja nowych zarobków. Ostatecznie wrócił do Kaczogrodu w 1930, robiąc przedtem interesy na całym świecie.
W Kaczogrodzie powitano go jak króla, on jednak był zainteresowany jedynie stanem swojej gotówki. Rozzłoszczona Hortensja powiedziała mu, co o nim myśli, a następnie zabrała swojego męża Kwaczymona, swoje dzieci: Donalda i Dellę, oraz siostrę Matyldę i opuściła Kaczogród. Sknerus, dowiedziawszy się, że jest najbogatszą osobą na świecie, porzucił myśl o przeproszeniu sióstr.
W 1937 McKwacz zamknął swoje imperium, nabył ogromną posiadłość i zniknął z życia publicznego. 10 lat później, pod koniec grudnia, udostępnił swojemu siostrzeńcowi, Kaczorowi Donaldowi, i jego siostrzeńcom domek w górach (chcąc, by spędzili tam święta), a następnie zaprosił ich do swojej posiadłości, gdzie przedstawił się im, a następnie zabrał do skarbca. Dzięki pomocy Hyzia, Dyzia, Zyzia i Donalda udało mu się wówczas odeprzeć atak nowego pokolenia Braci Be, a także odzyskać wiarę w siebie i chęć do działania (opisuje to historyjka Setny Numer zawarta w setnym numerze Giganta Poleca).

## Majątek
Pierwszym zarobkiem Sknerusa było 10 amerykańskich centów, które otrzymał w zamian za wyczyszczenie butów Burta kopacza. Moneta, bezwartościowa w Szkocji, wywołała w nim pragnienie zarobienia dużego majątku w uczciwy sposób.
W 1897, dzięki złotu znalezionemu w Dolinie Białej Śmierci, zarobił pierwszy milion dolarów, w 1903 był na 74. miejscu listy najbogatszych osób na świecie, a w 1930 stał się największym bogaczem na świecie.
Dokładna wartość majątku Sknerusa nie jest znana: Don Rosa opisał zawartość skarbca jako 5 multifantastylionów, 9 megabilionów, 7 imagilionów dolarów i szesnaście centów (ang. 5 multiplujillion, 9 impossibidillion, 7 fantasticatrillion dollars and 16 cents), podczas gdy Carl Barks szacował wartość całego majątku Sknerusa (skarbca, kont bankowych, posiadłości i kopalni) na kwotę sporo mniejszą: 1 multifantastylion, 9 megabilionów, 623 dolary i 62 centy (ang. 1 multiplujillion, 9 obsquatumatillion, 623 dollars and sixty-two cents).
Dokładne szacunki nie mają sensu, ponieważ majątek Sknerusa, dzięki jego zabiegom, cały czas się powiększa.
W komiksie Carla Barksa Sknerus zapisał cały swój majątek Hyziowi, Dyziowi i Zyziowi, ponieważ chłopcy najrozsądniej wydali dane im na próbę tysiąc dolarów (potencjalnymi spadkobiercami byli także Donald i Goguś).
Alternatywną wersję zarabiania poszczególnych milionów przedstawił włoski scenarzysta Fausto Vitaliano. Komiksy opowiadające o tym opublikowane zostały kolejno w numerach pisma Gigant Poleca 115-124.
- Pierwszy milion zarobił, wydobywając bryłki złota w kopalni.
- Drugi milion zarobił dzięki wybudowaniu kolei „McK-OMDM”, co oznaczało Od Morza Do Morza (bezpośrednie połączenie wschodu i zachodu USA). Przeszkodziła mu jednak wielka dziura, w której zbudował stadion. Rok później została zakończona budowa kolei.
- Trzeci milion zarobił dzięki biletom do kina (w którym mieścił się wcześniej jego sklep). Wyświetlane były w nim filmy Flopa, pracownika Sknerusa, o krowach i szerszeniach. Potem otrzymał od Artura Sheepa stado owiec.
- Czwarty milion zarobił dzięki wynalezieniu i opatentowaniu żelazobetonu, który uzyskiwał z mieszanki wody, piasku i żelaza.
- Piąty milion wygrał na loterii „AS” dzięki losowi 6101717.
- Szósty milion zarobił dzięki wspólnikowi Juju Verne, który napisał książkę „W 80 dni dookoła świata” opisującą pościg za złodziejem, przedstawiającym się jako Beaux Arts, który ukradł należącą do McKwacza rzeźbę Myśliciel w kapciach.
- Siódmy milion zarobił na „nieruchomych rejsach” na luksusowym statku Blichtr.
- Ósmy milion zarobił na szafach grających w jego autokarach.
- Dziewiąty milion zarobił na wymianie walut. W końcu powierzył to zadanie Henrykowi, swojemu sprzątaczowi. Jednak ten go zdradził, zabierając wszystkie 8.999.984 dolary. Sknerus zarobił 16 dolarów na kupnie rzepy za 10 i sprzedaży za 20 centów. Po znalezieniu Henryka dołożył je do majątku, co dawało 9.000.000 dolarów.
- Po zarobieniu dziesiątego miliona dolarów na giełdzie Sknerus wybudował swój skarbiec, gdzie zaczął składować kolejne pieniądze.

### Pierwsza Dziesięciocentówka
Pierwsza Dziesięciocentówka (ang. The Number One Dime) lub Szczęśliwa Dziesięciocentówka (ang. Lucky Dime) po raz pierwszy pojawiła się na kartach komiksu Carla Barksa z 1953 r. pt. Wymiana pieniędzy (ang. The Round Money Bin). Później była wykorzystywana zarówno przez Barksa, jak i innych autorów komiksów o przygodach Sknerusa; niektórzy traktowali monetę jako przynoszącą szczęście w biznesie, a inni jako zaledwie jako symbol oszczędności.
W komiksie Barksa z 1961 r. pt. The Midas Touch miał miejsce debiut postaci czarownicy, Magiki De Czar. Próbuje ona zdobyć Pierwszą Dziesięciocentówkę Sknerusa, by z jej pomocą stworzyć amulet, dający jej dotyk Midasa i możliwość wzbogacenia się.
Don Rosa, tworząc serię komiksów Życie i czasy Sknerusa McKwacza, opisał dokładnie okoliczności zdobycia przez Sknerusa Pierwszej Dziesięciocentówki. Moneta była zapłatą za pierwszą pracę zarobkową małego Sknerusa, jakiej podjął się w rodzinnym Glasgow – wyczyszczenie butów Burta kopacza (na prośbę ojca Sknerusa, Fergusa McKwacza). Gdy kaczorek przekonał się, że zapłacono mu bezwartościową w Szkocji amerykańską monetą, potraktował to zdarzenie jako lekcję na przyszłość:
Oto moja pierwsza lekcja życia! Ciężka praca to nie wszystko! Muszę jeszcze uważać, żeby mnie nie wykiwali! Dobrze! Będę najtwardszym z twardzieli i najsprytniejszym ze spryciarzy! Ale swój majątek zarobię uczciwie!
Kulisy zdobycia monety przez Fergusa McKwacza opisuje komiks Rosy Pierwsza dziesięciocentówka.

## Ubiór
W komiksie Wielka niedźwiedzica Sknerus chodził w niebieskim szlafroku z kraciastym kołnierzem, używał także binokli i laski zakończonej gałką. Dopiero pod koniec, gdy zaprosił Donalda do swojej posiadłości, założył czarny frak i dużą, niebieską muchę.
W kolejnych komiksach innych autorów i samego Barksa nastąpiło ujednolicenie ubioru McKwacza – zawsze chodził w czerwonym płaszczu; nosił także czarny cylinder, binokle i niebieską, zakrzywioną na końcu laskę. W późniejszych komiksach najczęściej nie posiada już binokli.
W Życiu i czasach Sknerusa McKwacza Don Rosa ukazał stopniowe pojawianie się u Sknerusa kolejnych elementów jego stroju:
- płaszcz kupił w 1902, po powrocie z Jukonu do Szkocji, Handlarz starzyzną chciał nabyć od Sknerusa frak i w zamian dać ikoniczny płaszcz. Sknerus odrzucił ofertę tłumacząc, że to elegancki strój, który oddał mu pewien krawiec za darmo, w ramach uznania. Sknerus zmienił zdanie gdy sprzedawca dorzucił Pięć Funtów,

- binokle (kupione w 1885 w Glasgow, gdy wzrok Sknerusa zaczął się pogarszać) założył na stałe w 1902, gdy osiedlił się w Kaczogrodzie. Jego siostra Hortensja zmusiła go do tego po tym jak On wraz z nią i ich siostrą Matyldą mieli wypadek samochodowy (z powodu kiepskiego wzroku Sknerus nie doczytał, że wyposażenie ekstra samochodu za które nie chciał dopłacać obejmowało hamulce),

- cylinder i laskę kupił w 1910, przed audiencją u Cara Mikołaja II (laski były dodawane gratis w promocji).

## Wrogowie
- Bracia Be – od spotkania na Missisipi w 1880 r.,
- Granit Forsant – od spotkania w Transwalu w 1887; drugi po Sknerusie najbogatszy kaczor na świecie, pragnący odebrać mu ten tytuł,
- John Kwakerfeller – trzeci po Sknerusie i Granicie Forsancie najbogatszy kaczor na świecie, pragnący odebrać mu ten tytuł,
- Magika De Czar – wiedźma pragnąca odebrać Sknerusowi jego Pierwszą Dziesięciocentówkę,
- Arszen Lampen zwany Czarnym Rycerzem – największy i najbardziej przebiegły włamywacz świata. Pragnie włamać się do skarbca Sknerusa i pozbawić go majątku żeby efektownie zakończyć swoją kryminalną karierę.

## Śmierć
W 1991 Don Rosa opublikował rysunek, przedstawiający grób Sknerusa McKwacza, na którym wyryto datę jego śmierci (rok 1967) oraz łacińską maksymę Fortuna favet fortibus (szczęście sprzyja silnym). Ilustracja powstała dla niemieckiego fanzinu, który poprosił kilkunastu artystów o stworzenie rysunku do słów Hej, Daisy, co się stało ze Sknerusem? (ang. Hey, Daisy, whatever happened to Scrooge?).
Rosa tłumaczył później, że nagrobek najprawdopodobniej znajduje się w Kaczogrodzie, ponieważ Sknerus bardziej był związany z tym miejscem, niż z zamkiem McKwaczów na Ponurych Wzgórzach. Nie wykluczał także, że McKwacz zginął w trakcie jakiejś wielkiej przygody i nie odnaleziono jego ciała, co czyni jego grób symbolicznym. Jednak wciąż jest bardzo intensywnie przedstawiany w ogromnej ilości komiksów (gdyż powszechnie jest uważany za postać żyjącą).

## Osobowość
Sknerus McKwacz dzieli wiele cech charakteru ze swoim siostrzeńcem, Donaldem. Podobnie jak on ma wiele cech zarówno pozytywnych, jak i negatywnych. Podstawową cechą jego osobowości jest jego pracowitość, niezłomny charakter i upór w dążeniu do celu. Sknerus nigdy się nie poddaje i nie odpuszcza raz postawionego celu. W przeciwieństwie jednak do Donalda (który mimo iż ogólnie pracowity, to zdarzają mu się chwile lenistwa), Sknerus nie potrafi wytrwać w bezczynności, a kiedy jest do niej zmuszony, popada w odrętwienie i traci sens życia. Głęboko gardzi lenistwem i osobami które nie pracują ciężko. Pomimo braku wykształcenia (porzucił szkołę w dzieciństwie) posiada szeroki zakres umiejętności, jest wyjątkowo inteligentny i oczytany (posiada rozległą bibliotekę, interesuje się m.in. archeologią, często szuka zaginionych skarbów, jest poliglotą). Czyta dużo książek, ma natomiast awersję do nowoczesnych technologii, jednak jeśli mogą mu przynieść one zyski nie waha się zainwestować w nie, co wiele mówi o jego charakterze. Sknerus nie jest z nikim emocjonalnie związany, można powiedzieć, że jest mizantropem. Nie ma on prawdziwych przyjaciół, zarówno swoich pracowników, jak i siostrzeńców (jedyne osoby którym zależy na nim) traktuje ozięble. Nie wzbudza niczyjej sympatii, mimo to posiada talent do manipulowania innymi by osiągać swoje cele. Jest bezwzględnym kapitalistą, posiada jednak swój kodeks honorowy, który przejawia się m.in. w uczciwości – zdobywając swój majątek nigdy nie oszukiwał. W zależności od sytuacji Sknerus może być bardzo cierpliwy lub wybuchnąć wielkim gniewem.

## Kacze opowieści
W serialu Sknerus odgrywa główną rolę; mieszka nie w swoim skarbcu, lecz w ogromnej rezydencji wraz ze służącym i kierowcą (Cezarem), gospodynią (panią Dziobek) i jej wnuczką (Tasią van der Kwak), kaczorem jaskiniowym Bubbą oraz Hyziem, Dyziem i Zyziem, którymi się opiekuje podczas nieobecności Donalda służącego w marynarce wojennej.
W nowych Kaczych opowieściach Sknerus jest pokazany jako legendarny poszukiwacz przygód. Pomimo powierzchowności zgryźliwego odludka kryje w sobie ciepło, uczciwość i pracowitość i nie przejmuje się opinią ludzi. Jednocześnie jest chorobliwie skąpy i po macoszemu traktuje swoje public relations. Bywa staroświecki i nie znosi swych urodzin. Najbardziej na świecie nienawidzi świętego Mikołaja. W przeciwieństwie do komiksów i oryginalnych Kaczych opowieści nie jest chciwy i bardziej martwi się o swoją rodzinę niż pieniądze. Sknerus w przeszłości poszukiwał skarbów na całym świecie, wraz ze swoimi siostrzeńcami – Donaldem i Dellą. Widząc pragnienie Delli do odkrywania kosmosu, zbudował rakietę kosmiczną jako niespodzianka z okazji narodzin Hyzia, Dyzia i Zyzia. Jednak Della dowiedziała się o rakiecie i ją ukradła i w wyniku burzy kosmicznej zaginęła. W wyniku tego Sknerus i Donald zerwali ze sobą kontakt na dziesięć lat. Sknerus próbował odszukać Dellę poświęcając znaczną ilość majątku, kiedy rada nadzorcza zablokowała to ze względu na rosnące koszta. Od tego czasu prowadził nudne życie zwykłego biznesmena. Kiedy Donald dał mu opiekę siostrzeńców na kilka godzin, w wyniku późniejszych przygód, Sknerus podjął decyzję o powrocie do poszukiwań skarbów. Z kolei Donald i jego siostrzeńcy zamieszkali razem z nim. Przed końcem pierwszego sezonu okazuje się, że Della żyje i jest na księżycu, gdzie oglądała wiadomości o uratowaniu Kaczogrodu. W dwunastym odcinku drugiego sezonu Della wreszcie wraca na Ziemię, a Sknerus po dziesięciu latach rozłąki wreszcie spotyka się ze siostrzenicą.

## Głos
W polskim dubbingu głosu Sknerusowi użyczali Eugeniusz Robaczewski (do swej śmierci w 2003 roku), Marek Frąckowiak (młody Sknerus w odcinku Kaczych opowieści pt. Prawdziwe bogactwo) Jerzy Złotnicki (nowa wersja dubbingowa Kaczych opowieści z 1987 roku, Piłka nożna, Mickey: Bardziej bajkowe święta) oraz Marek Robaczewski (od 2015-obecnie). W oryginalnej wersji językowej: Bill Thompson (Sknerus McKwacz i pieniądze), Will Ryan (Piłka nożna) Alan Young (do swej śmierci w 2016 roku), Pat Fraley (młody Sknerus w odcinku Kaczych opowieści pt. Prawdziwe bogactwo), John Kassir (od 2016-obecnie), Eric Bauza (Legend of the Three Caballeros) oraz David Tennant (Kacze opowieści z 2017 roku).

## Nawiązania
W 2007 rada miasta Glasgow dodała Sknerusa do listy sławnych mieszkańców tej miejscowości.
Amerykański magazyn Forbes, publikując listę 15 najbogatszych postaci fikcyjnych, zawsze umieszczał na niej Sknerusa McKwacza:
- 2002 – 5. miejsce, 8,2 miliarda dolarów amerykańskich[12]
- 2005 – 6. miejsce, 8,2 miliarda dolarów amerykańskich[13]
- 2006 – 3. miejsce, 10,9 miliarda dolarów amerykańskich[14]
- 2007 – 1. miejsce, 28,8 miliarda dolarów amerykańskich[15]
- 2008 – 2. miejsce, 29,1 miliarda dolarów amerykańskich[16]
- 2009 – 2. miejsce, 31,6 miliarda dolarów amerykańskich
- 2010 – 2. miejsce, 33,5 miliarda dolarów amerykańskich[17]
- 2011 – 1. miejsce, 44,1 miliarda dolarów amerykańskich[18]

Sknerus znajduje się na niej od 1947 roku.